# 4,4′-(Hexafluorisopropyliden)diphthalsäureanhydrid
4,4′-(Hexafluorisopropyliden)diphthalsäureanhydrid (6FDA) ist eine aromatische Organofluorverbindung, die zwei miteinander verbrückte Phthalsäureanhydridmoleküle aufweist. Wichtigste Anwendung von 6FDA ist als Monomer für fluorhaltige Hochleistungspolymere, wie z. B. Polybenzoxazole und insbesondere Polyimide, die in Elektronikprodukten und als Membranmaterial eingesetzt werden.

## Vorkommen und Darstellung
4,4′-(Hexafluorisopropyliden)diphthalsäureanhydrid wird in einer mehrstufigen Synthese erhalten, in der zunächst Hexafluoraceton (HFA) mit ortho-Xylol in Gegenwart von Fluorwasserstoff zu 2,2-Bis(3,4-dimethylphenyl)hexafluorpropan (I), auch als Dixylylhexafluorpropan, DX-F6 bezeichnet, umgesetzt wird.
Das verbrückte Xylol (I) kann mit Kaliumpermanganat (KMnO4) zur Tetracarbonsäure 2,2-Bis(3,4-dicarboxyphenyl)hexafluorpropan (II) oxidiert werden. Die Oxidation wird in technischen Synthesen auch mittels Sauerstoff in Gegenwart von Cobalt(II)-acetat, Mangan(II)-acetat und Bromwasserstoffsäure in Eisessig mit einer Ausbeute von 88,4 % durchgeführt.
Die für Elektronikanwendungen des Endprodukts unerwünschte Verunreinigung durch Schwermetallionen wird bei der (kontinuierlichen) Oxidation mit Salpetersäure (35 %ig) bei Temperaturen über 200 °C unter Druck vermieden.
Die Tetracarbonsäure wird so in ca. 97 % Reinheit erhalten.
Im letzten Schritt erfolgt die Bildung des Dianhydrids (III) durch Wasserabspaltung mittels azeotroper Destillation mit Xylol. Durch Umkristallisation mit Essigsäure/Acetanhydrid oder Sublimation kann die Reinheit des Endprodukts auf >99 % gesteigert werden.

## Eigenschaften
4,4′-(Hexafluorisopropyliden)diphthalsäureanhydrid ist ein kristalliner weißer Feststoff, der mit Wasser zur Tetracarbonsäure hydrolysiert. Die entstehende wässrige Lösung (10 g·cm−3 bei 20 °C reagiert sauer (pH 3). Das Dianhydrid löst sich in vielen organischen Lösungsmitteln.

## Anwendungen
4,4′-(Hexafluorisopropyliden)diphthalsäureanhydrid ist der Dianhydridbaustein für amorphe 6F-Polyimide, die aufgrund ihrer Trifluormethylgruppen eine Reihe interessanter physikalischer Eigenschaften aufweisen.
Dazu gehören:
- Hohe thermische Stabilität mit Glastemperaturen z. T. deutlich über 250 °C und geringen Gewichtsverlusten (5 %) bei Temperaturen > 500 °C
- Hohe mechanische Festigkeit, wie z. B. Elastizitätsmodul, Zugfestigkeit und Bruchdehnung von Fasern und Folien
- Hohe chemische Beständigkeit gegenüber Hydrolyse und geringe Wasseraufnahme
- Ausgezeichnete Löslichkeit in vielen organischen Lösungsmitteln und dadurch gute Verarbeitbarkeit zu Folien und Fasern
- Hohe optischeTransparenz und niedriger Brechungsindex
- Niedrige Dielektrizitätskonstante, thermischer Ausdehnungskoeffizient und geringe Oberflächenenergie

Die Herstellung von (fluorierten) Polyimiden findet in einem zweistufigen Prozess statt, bei dem das cyclische Dianhydrid 6FDA zunächst unter Ringöffnung mit einem – meist aromatischen – Diamin zu einer so genannten Polyamidsäure reagiert, die anschließend unter Wasserabspaltung und Cyclisierung (Imidisierung) ein Polyimid bildet.
Diese Reaktionsfolge lässt sich auch unter „nachhaltigen grünen“ Laborbedingungen und -maßstäben hydrothermal, d. h. in Wasser unter Druck und bei erhöhter Temperatur (200 °C), zur Polyamidsäure und weiter zum Polyimid durchführen.
Das bei Reaktion von 6FDA mit einem Diamin mit α-ständigen Hydroxygruppen, wie z. B. 3,3'-Dihydroxybenzidin, zunächst gebildete Polyimid (A) kann unter thermischer Abspaltung von Kohlendioxid (CO2) zum Polybenzoxazol (B) umgelagert werden.
6F-Polyimide eignen sich aufgrund ihrer außergewöhnlichen Eigenschaften als Werkstoffe für Gastrennmembranen, als Glasersatz in flexiblen Solarzellen und biegsamen OLED-Displays, als Verpackungsfolie für elektronische Komponenten, als Lichtwellenleiter und als Verbundmaterial in Luft- und Raumfahrt.